# Ceparii Ungureni
Ceparii Ungureni – wieś w Rumunii, w okręgu Ardżesz, w gminie Cepari. W 2011 roku liczyła 381 mieszkańców.